# Harry Partch

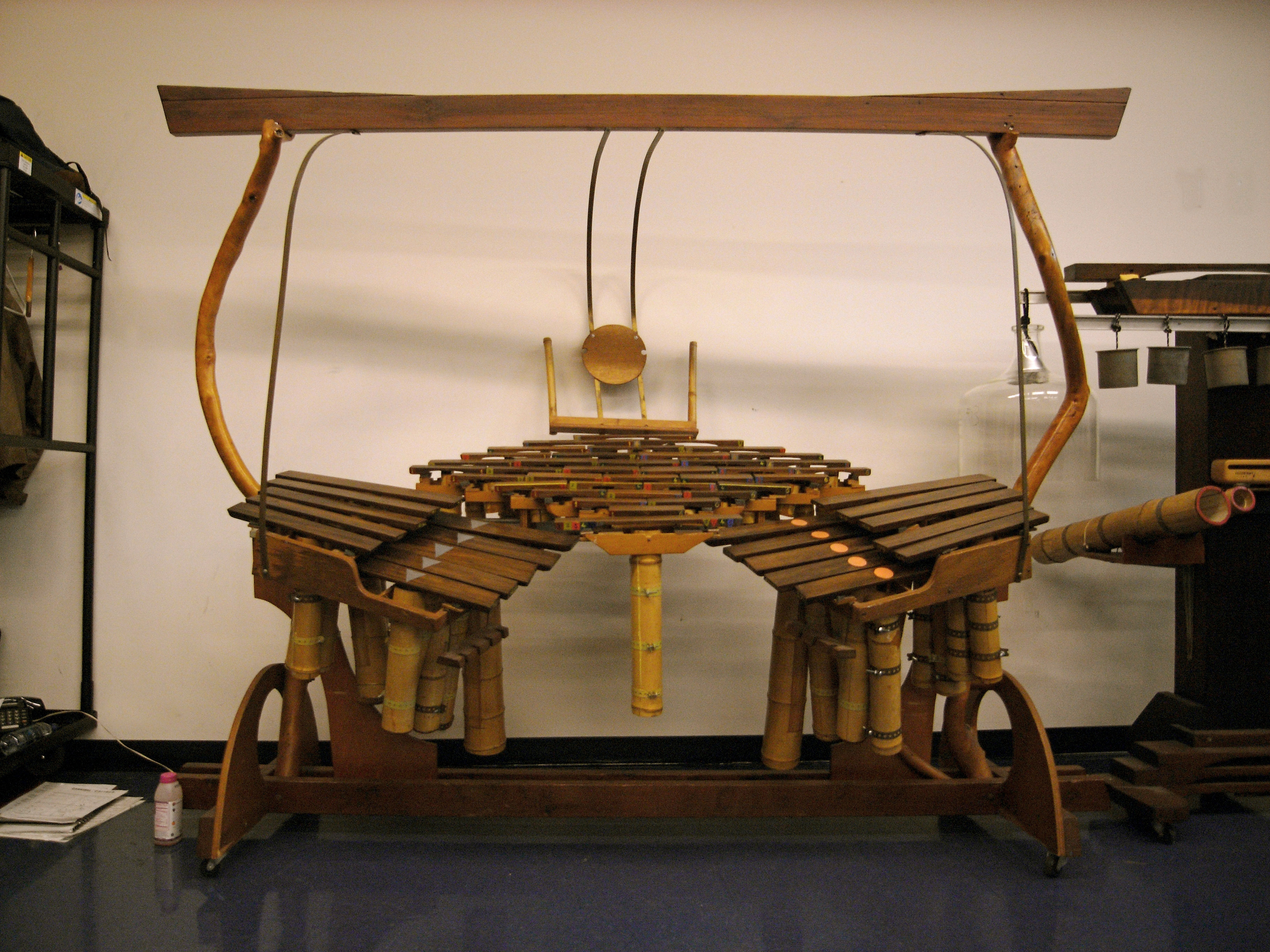
Quadrangularus Reversum (Harry Partch).

Harry Partch (Oakland, Kalifornia, 1901. június 24. – San Diego, Kalifornia, 1974. szeptember 3.) amerikai, 20. századi avantgárd zeneszerző és hangszertervező.

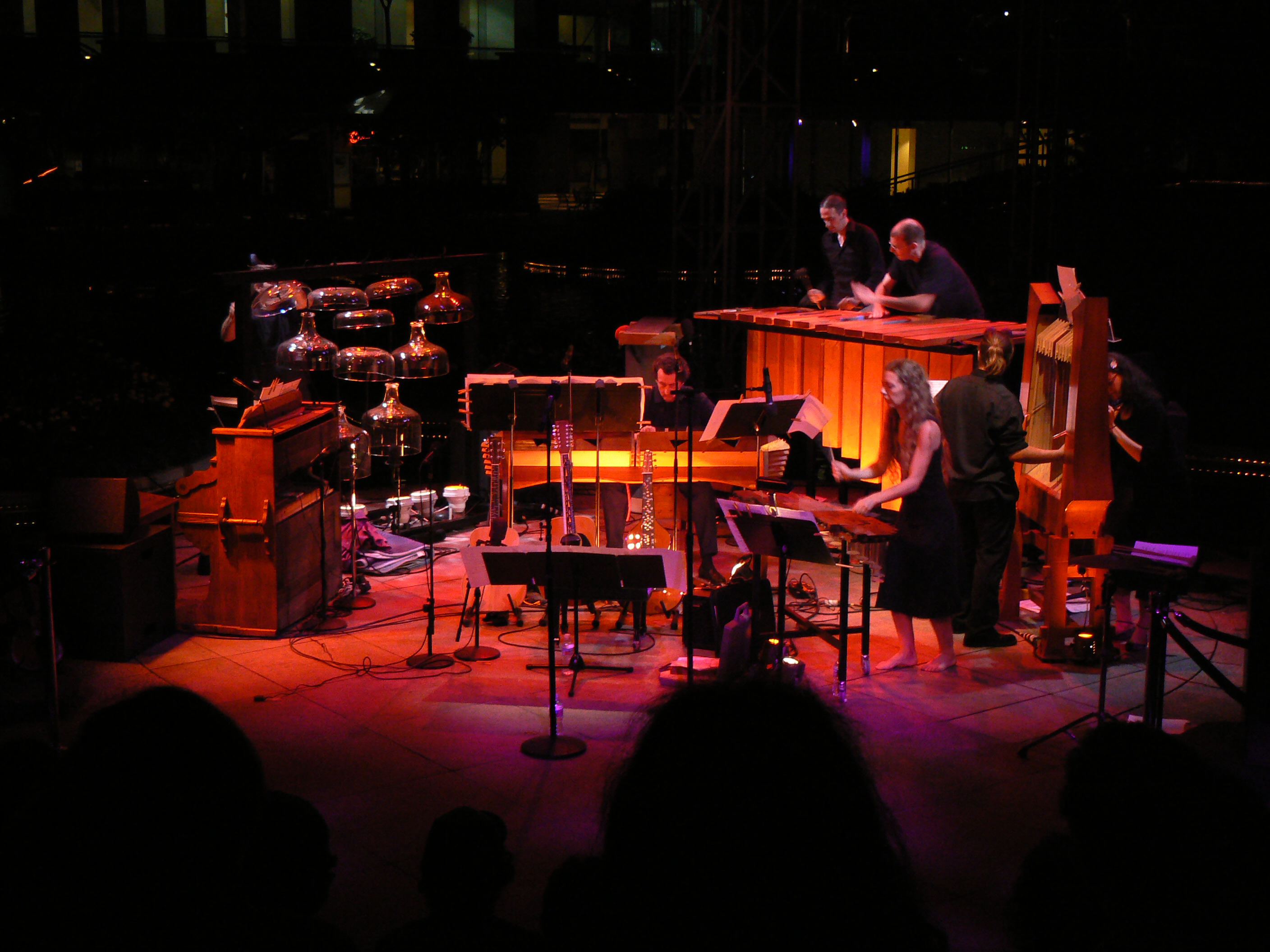

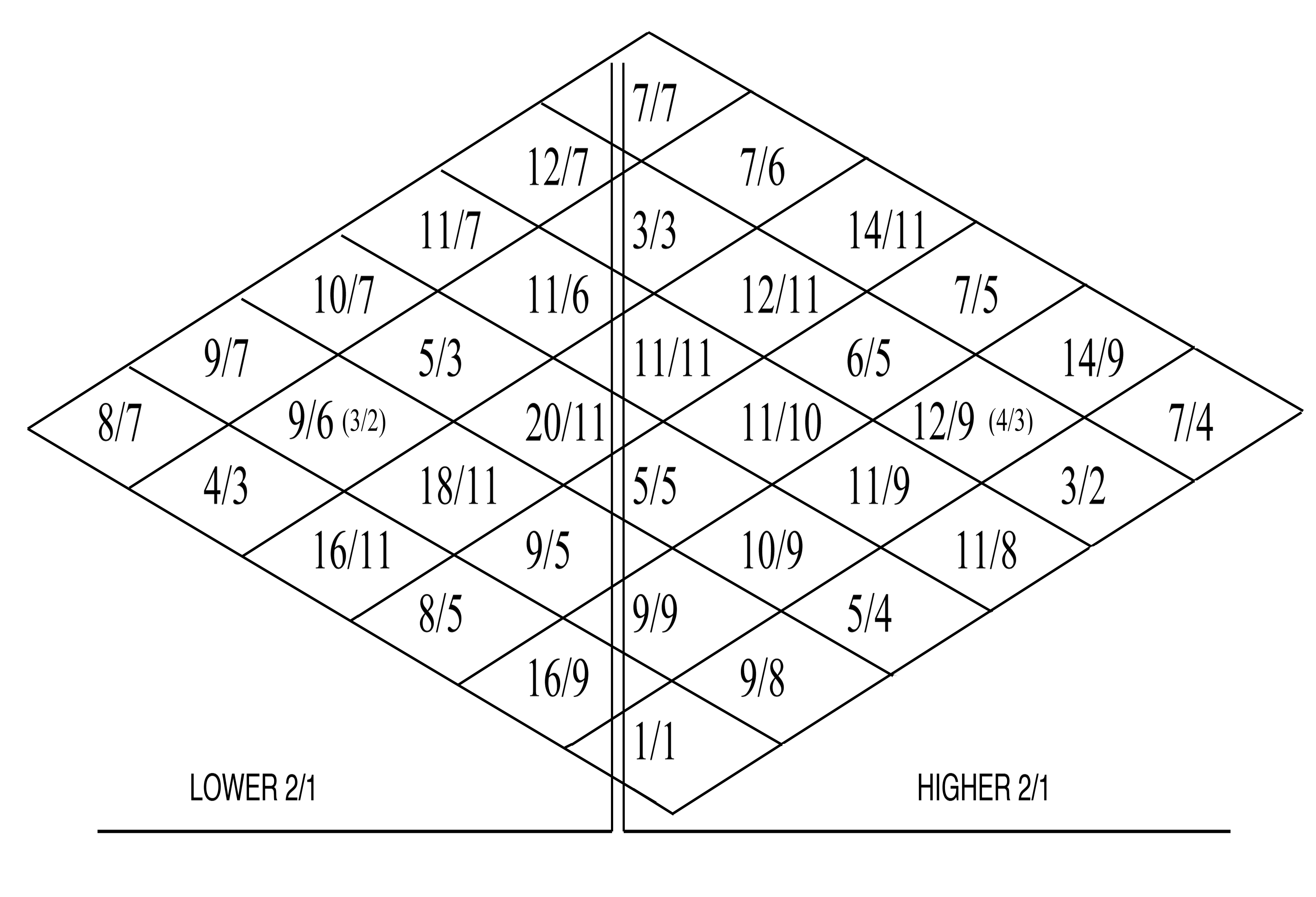
Harry Partch: Partch Diamant 2

## Diszkográfia
- The World of Harry Partch (Columbia Masterworks MS 7207 & MQ 7207, 1969)
- Delusion of the Fury (LP Columbia Masterworks M2 30576, 1971; CD Innova 406, 2001)
- Enclosure II (early speech-music works) (Innova 401)
- Enclosure V ("On a Greek Theme") (Innova 405)
- Enclosure VI ("Delusion of the Fury") (Innova 406)
- The Seventeen Lyrics of Li Po (Tzadik, 1995). ASIN B000003YSU.
- Revelation In The Courthouse Park (Tomato Records TOM-3004, 2003)

### Dokumentumfilmek
- Enclosure I (Innova 400, VHS)
- Enclosure IV (Innova 404, VHS) "Delusion", "Music of HP"
- Enclosure VII (Innova 407, DVD) "Delusion", "Dreamer", Bonus Album, "Revelation"
- Enclosure VIII (Innova 399, DVD)
- Musical Outsiders: An American Legacy - Harry Partch, Lou Harrison & Terry Riley

### Bibliográfia
- Blackburn, Philip (1998). Harry Partch: Enclosure III. Saint Paul: Innova. ISBN 096565690X.
- Gilmore, Bob (1998). Harry Partch, A Biography, New Haven: Yale University Press.
- Partch, Harry (1974). Genesis of a Music. New York: Da Capo Press. ISBN 030680106X.
- Partch, Harry (1991). Bitter Music: Collected Journals, Essays, Introductions and Librettos, Champaign: University of Illinois Press.